# Лемоа
Лемоа, Лемона (баск. Lemoa (офіційна назва), ісп. Lemona) — муніципалітет в Іспанії, у складі автономної спільноти Країна Басків, у провінції Біская. Населення — 3158 осіб (2009).
Муніципалітет розташований на відстані близько 320 км на північ від Мадрида, 13 км на південний схід від Більбао.

## Демографія
Динаміка населення (INE ):

## Галерея зображень

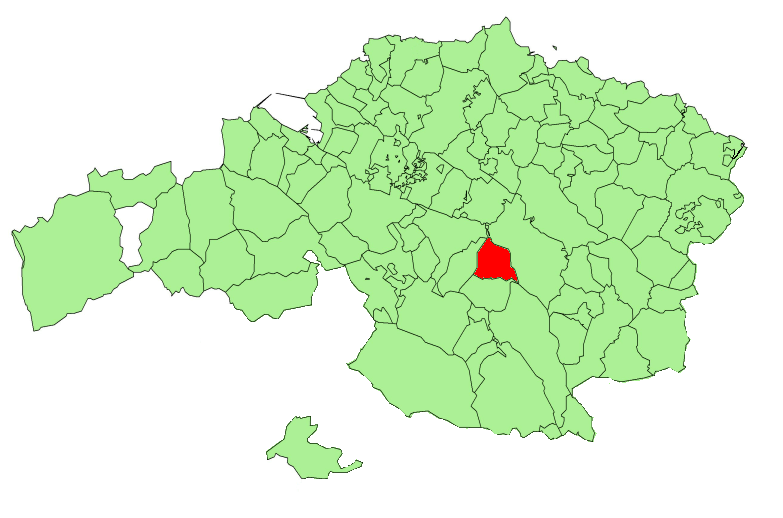
Розташування муніципалітету
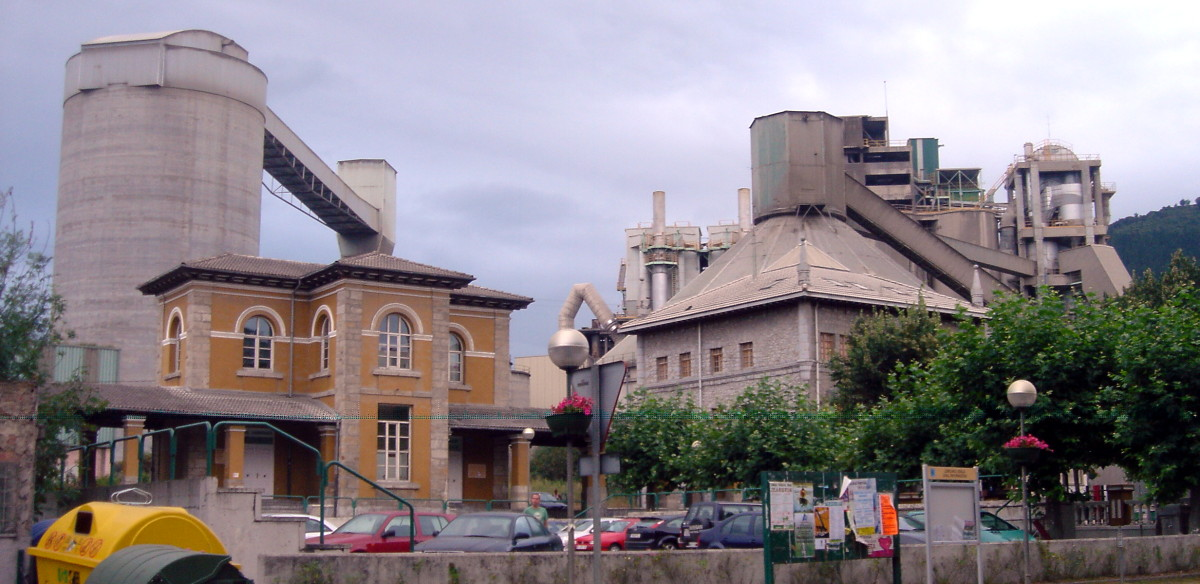
Лемоа: Ратуша, бібліотека і цементний завод